# Pietro Barozzi

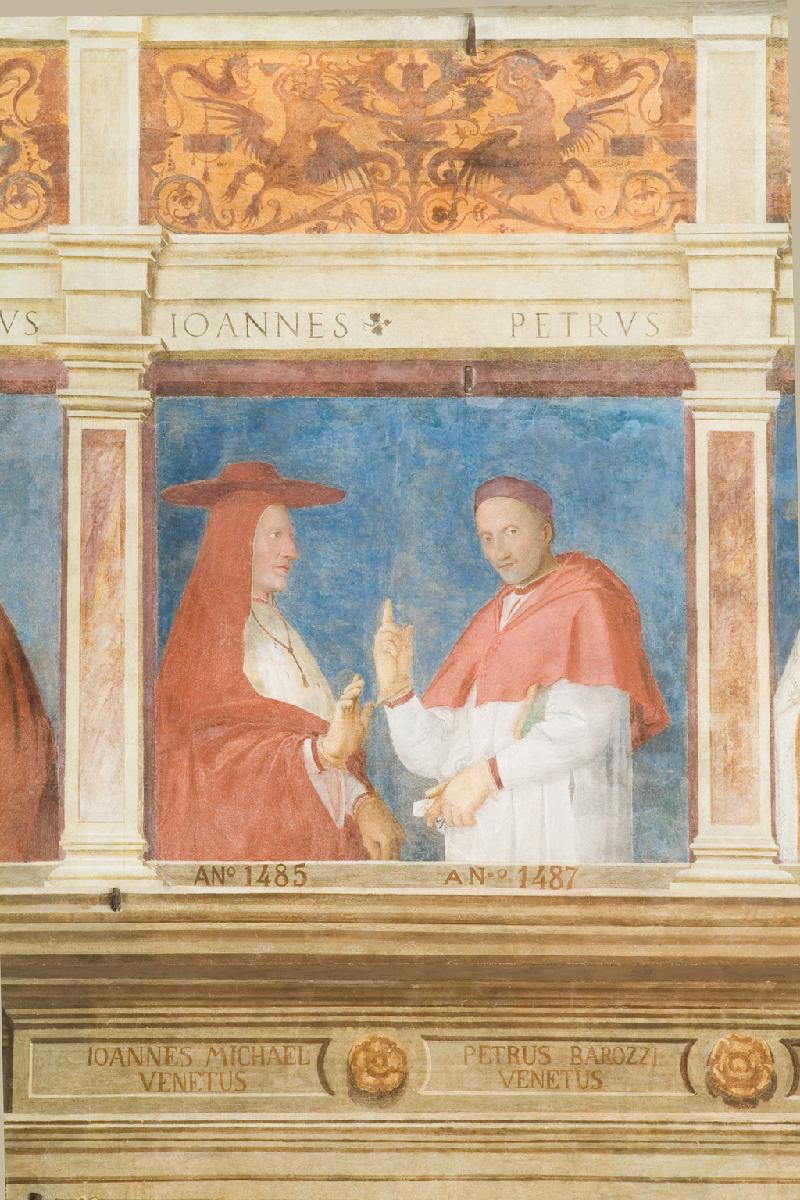
Bartolomeo Montagna, Porträts von Kardinal Giovanni Battista Michiel (links) und Bischof Pietro Barozzi (rechts) (1505/1506); Gemälde, 140 × 140 cm, Bischofspalast, Padua.

Pietro Barozzi (* 1441 in Venedig; † 10. November 1507 in Padua) war ein italienischer Bischof und Humanist.

## Leben
Der Sohn des Senators Ludovico begann mit seinen Gefährten Pietro Dolfin und Leonardo Loredan, alle Schüler des Meisters Pierleone Leoni, lateinische und griechische Buchstaben zu studieren, dann studierte er an der Universität von Padua, wo er Jurisprudenz abschloss. 1471 wurde er Bischof von Belluno und später 1487 Bischof von Padua.
Besondere Aufmerksamkeit widmete er architektonischen Studien, die er bei der Umgestaltung und Dekoration öffentlicher und kirchlicher Strukturen in die Praxis umsetzte, die vom Stil Albertis beeinflusst waren. Ein Beispiel war die mit Fresken verzierte Kapelle Santa Maria degli Angeli.
Hubert Jedin schreibt über ihn und beschreibt ihn als einen idealen Bischof, der andere Bischöfe inspirierte.
Auf seine Initiative hin wurde der Monte di Pietà in Padua gegründet. Zwischen 1500 und 1506 war er Kanzler der Universität von Padua.

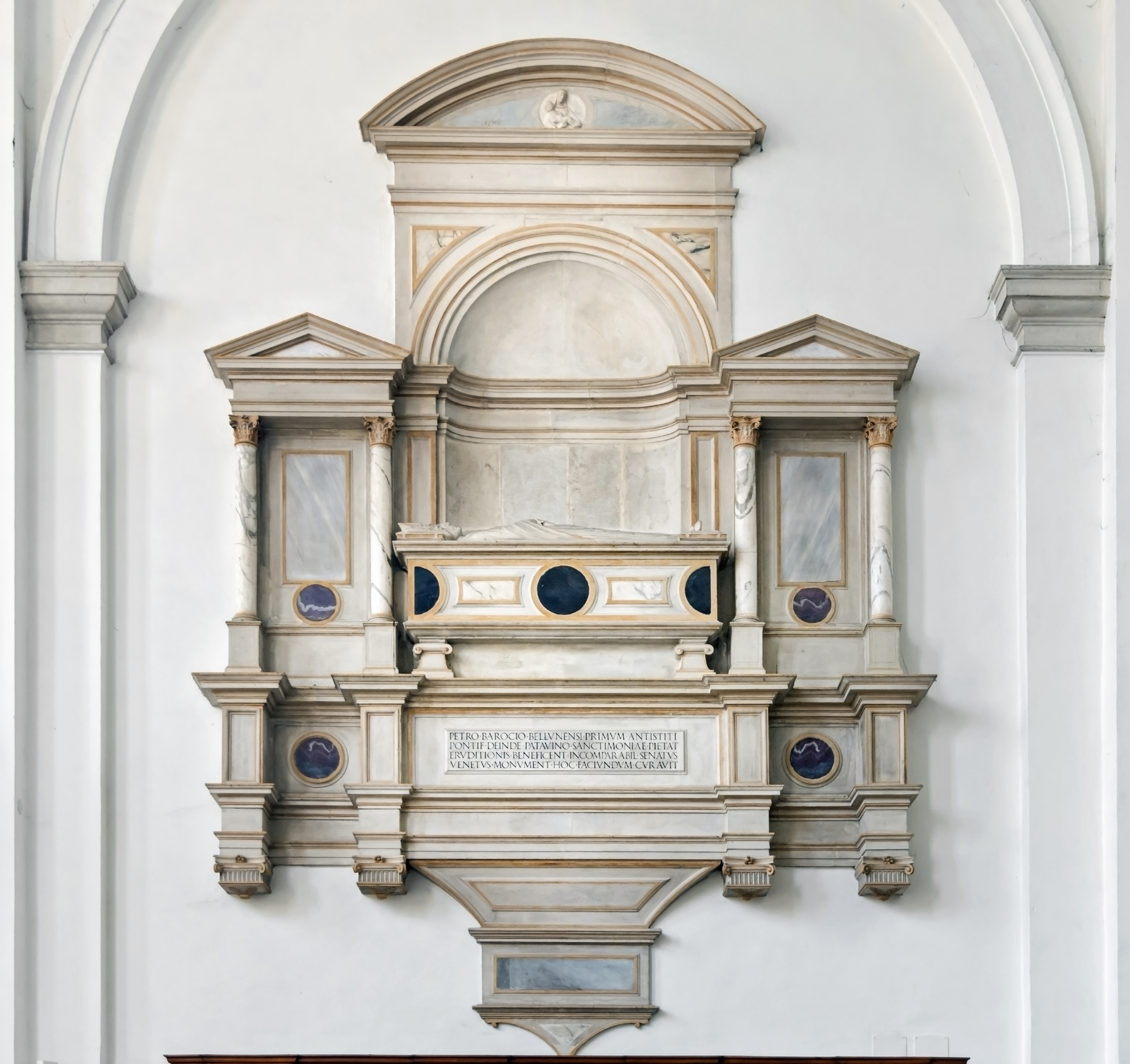
Kathedrale von Padua, Grab des Bischofs Pietro Barozzi

Er starb 1507. Der gelehrte Bischof Pietro Barozzi hinterließ eine große Sammlung juristischer, theologischer Werke, griechischer, lateinischer und vulgärer Klassiker humanistischer Autoren, einige Manuskripte wurden nach England emigriert.